# Dívčí Hrad (przystanek kolejowy)
Dívčí Hrad (niem. Maidelberg) – przystanek kolei wąskotorowej w Dívčím Hradzie, w kraju morawsko-śląskim, w Czechach. Znajduje się na wysokości 295 m n.p.m. i leży na wąskotorowej linii kolejowej nr 298. Powstał wraz z otwarciem linii w 1898 roku. Na przystanku znajduje się drewniana wiata dla oczekujących na pociąg.